# Djävulsön
För andra betydelser, se Djävulsön (olika betydelser).

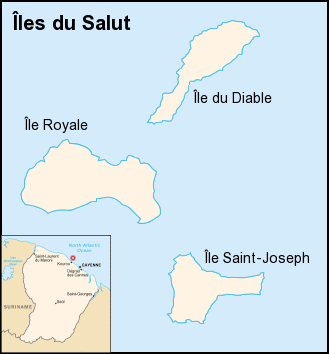
Karta över ögruppen

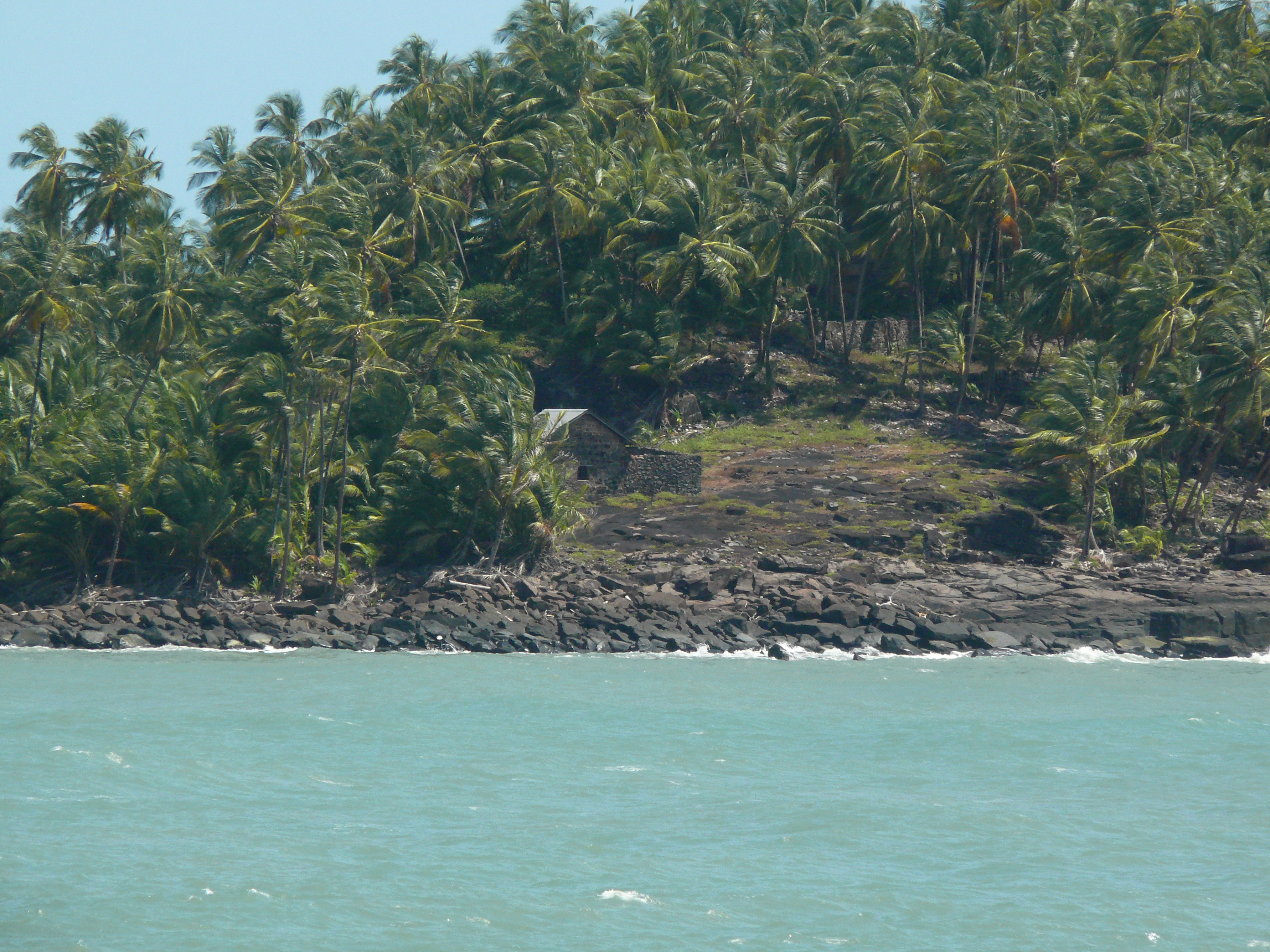
Alfred Dreyfus bostad på Djävulsön

Djävulsön (franska: Île du Diable) är den minsta av öarna i ögruppen Îles du Salut belägen 11 km utanför Franska Guyanas kust. Öns area är 0,14 km². De andra öarna heter Île Royale och Île Saint-Joseph.
Djävulsön utgjorde den mest hårdbevakade delen av en stor straffkoloni som Frankrike drev i Franska Guyana mellan 1852 och 1953 och är kanske mest känd på grund av Dreyfusaffären.